# Danilo Pantić
Danilo Pantić (in serbo Данило Пантић?; Ruma, 26 ottobre 1996) è un calciatore serbo, centrocampista del Mladost Lučani.

## Caratteristiche tecniche
Gioca come centrocampista centrale.

## Palmarès

### Club

#### Competizioni nazionali
- Coppa di Serbia: 1

Partizan: 2018-2019